# Donalsonville
La ville américaine de Donalsonville est le siège du comté de Seminole, dans l’État de Géorgie. Lors du recensement de 2000, sa population s’élevait à 2 796 habitants.

## Démographie
| 1900 | 1910 | 1920  | 1930  | 1940  | 1950  |
| ---- | ---- | ----- | ----- | ----- | ----- |
| 519  | 747  | 1 031 | 1 183 | 1 718 | 2 569 |

| 1960  | 1970  | 1980  | 1990  | 2000  | 2010  |
| ----- | ----- | ----- | ----- | ----- | ----- |
| 2 621 | 2 907 | 3 320 | 2 761 | 2 796 | 2 650 |

## Source
- (en) Cet article est partiellement ou en totalité issu de l’article de Wikipédia en anglais intitulé « Donalsonville, Georgia » (voir la liste des auteurs).